# 1909-es Giro d’Italia

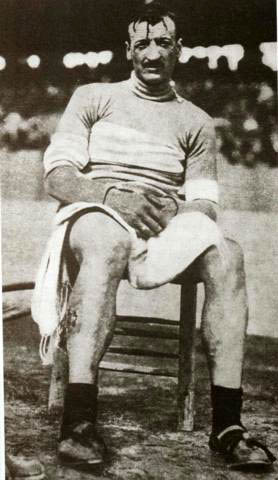
A verseny győztese, Luigi Ganna

Az 1909-es Giro d’Italia volt az 1. olasz kerékpáros körverseny. Május 13-án kezdődött és május 30-án ért véget. A verseny 8 szakaszból állt, ezek össztávja 2448 km volt. 115 kerékpáros vágott neki a versenynek, ebből 49-en értek célba. A végső győztes az olasz Luigi Ganna lett.

## Indulók
| Profi kerékpárcsapatok (9)- Alcyon-Dunlop - Atala-Dunlop - Bianchi - Legnano - Peugeot-Wolber - Stucchi - Piomagno - Rudge Whitwort - Felsina |
| |

## Szakaszok
| Szakasz    | Időpont  | Rajt – Cél       | type          | Hossz (km) | Szakaszgyőztes      | Összetett első |
| ---------- | -------- | ---------------- | ------------- | ---------- | ------------------- | -------------- |
| 1. szakasz | máj. 13. | Milánó – Bologna | sík szakasz   | 397        | Dario Beni          | Dario Beni     |
| 2. szakasz | máj. 16. | Bologna – Chieti | sík szakasz   | 378,5      | Giovanni Cuniolo    | Luigi Ganna    |
| 3. szakasz | máj. 18. | Chieti – Nápoly  | hegyi szakasz | 242,8      | Giovanni Rossignoli | Carlo Galetti  |
| 4. szakasz | máj. 20. | Nápoly – Róma    | sík szakasz   | 228,1      | Luigi Ganna         | Luigi Ganna    |
| 5. szakasz | máj. 23. | Róma – Firenze   | sík szakasz   | 346,5      | Luigi Ganna         | Luigi Ganna    |
| 6. szakasz | máj. 25. | Firenze – Genova | hegyi szakasz | 294,1      | Giovanni Rossignoli | Luigi Ganna    |
| 7. szakasz | máj. 27. | Genova – Torino  | hegyi szakasz | 354,9      | Luigi Ganna         | Luigi Ganna    |
| 8. szakasz | máj. 30. | Torino – Milánó  | sík szakasz   | 206        | Dario Beni          | Luigi Ganna    |

## Végeredmény
|    | Versenyző           | Pont                     |
| -- | ------------------- | ------------------------ |
| 1  | Luigi Ganna         | 89 óra 48 ' 14 – 25 pont |
| 2  | Carlo Galetti       | 27 pont                  |
| 3  | Giovanni Rossignoli | 40 pont                  |
| 4  | Clemente Canepari   | 59 pont                  |
| 5  | Carlo Oriani        | 72 pont                  |
| 6  | Ernesto Azzini      | 77 pont                  |
| 7  | Dario Beni          | 91 pont                  |
| 8  | Enrico Sala         | 98 pont                  |
| 9  | Ottorino Celli      | 117 pont                 |
| 10 | Giovanni Marchese   | 139 pont                 |